# Palina Piechawa
Palina Siarhiejeuna Piechawa (biał. Паліна Сяргееўна Пехава; ros. Полина Сергеевна Пехова, Polina Siergiejewna Piechowa; ur. 21 marca 1992 w Mińsku) – białoruska tenisistka, brązowa medalistka Letniej Uniwersjady 2013 w konkurencji gry podwójnej kobiet.

## Kariera tenisowa
Piechawa zdobyła w swojej karierze jeden tytuł w zawodach cyklu WTA Tour. Miało to miejsce w Taszkencie w 2012 roku, gdy razem z Paulą Kanią triumfowała po kreczu Anny Czakwetadze i Wiesny Dołonc przy stanie 2:6.
Białorusinka wygrała sześć tytułów deblowych w rozgrywkach ITF. 23 lipca 2012 osiągnęła najwyższe w karierze – 287. miejsce w rankingu singlowym. W rankingu deblowym najwyżej klasyfikowana była 22 października 2012 – na 136. miejscu.

## Finały turniejów WTA
| Legenda                     | Legenda |
| --------------------------- | ------- |
| Wielki Szlem                |         |
| Igrzyska olimpijskie        |         |
| WTA Tour Championships      |         |
| 2009 – 2020                 |         |
| WTA Premier Mandatory       |         |
| WTA Premier 5               |         |
| WTA Premier                 |         |
| WTA International Series    |         |
| WTA 125K series (2012–2020) |         |

### Gra podwójna
| Końcowy wynik | Nr | Data             | Turniej  | Nawierzchnia | Partnerka   | Przeciwniczki                  | Wynik finału |
| ------------- | -- | ---------------- | -------- | ------------ | ----------- | ------------------------------ | ------------ |
| Zwyciężczyni  | 1. | 15 września 2012 | Taszkent | Twarda       | Paula Kania | Anna Czakwetadze Wiesna Dołonc | 6:2, krecz   |